# Kyanit
Kyanit, auch Cyanit, Disthen oder Sapparit genannt, ist ein häufig vorkommendes Mineral aus der Mineralklasse der „Silikate und Germanate“. Er kristallisiert im triklinen Kristallsystem mit der chemischen Zusammensetzung Al2[O|SiO4], ist also chemisch gesehen ein Aluminium-Silikat. Strukturell gehört er zu den Inselsilikaten.
Kyanit entwickelt überwiegend prismatische bis tafelige Kristalle mit glasähnlichem Glanz auf den Oberflächen, kommt aber auch in Form faseriger oder körniger bis massiger Mineral-Aggregate vor. In reiner Form ist Kyanit farblos und durchsichtig. Durch vielfache Lichtbrechung aufgrund von Gitterbaufehlern oder polykristalliner Ausbildung kann er aber auch weiß erscheinen und durch Fremdbeimengungen eine hell- bis dunkelblaue, blauviolette, grünliche bis bräunliche und selten auch rötliche Farbe annehmen, wobei die Transparenz entsprechend abnimmt.

## Etymologie und Geschichte
Der Name Kyanit stammt aus dem Griechischen κύανος (dunkles Metall, blauer Glasfluss, Email, Lasurstein, Kupferlasur, Bergblau, Ultramarin; nach Homer) und nimmt Bezug auf die vorwiegend blaue Farbe. Die Bezeichnung Disthen stammt ebenfalls aus dem Griechischen δις σθένος = zweifache Stärke und bezieht sich auf die starke Anisotropie der Härteeigenschaften.
Der Name Kyanit bzw. Cyanit wurde dem Mineral 1789 von Abraham Gottlob Werner gegeben. Die Bezeichnung Disthen stammt von René-Just Haüy (1801).

## Klassifikation
In der veralteten 8. Auflage der Mineralsystematik nach Strunz gehörte der Kyanit zur Mineralklasse der „Silikate“ und dort zur Abteilung „Neso-Subsilikate“, wo er gemeinsam mit Andalusit und Sillimanit sowie im Anhang mit Mullit und Yoderit in der „Al2SiO5-Gruppe“ mit der Systemnummer VIII/A’.02 steht.
In der zuletzt 2018 überarbeiteten Lapis-Systematik nach Stefan Weiß, die formal auf der alten Systematik von Karl Hugo Strunz in der 8. Auflage basiert, erhielt das Mineral die System- und Mineralnummer VIII/B.02-040. Dies entspricht der Klasse der „Silikate“ und dort der Abteilung „Inselsilikate mit tetraederfremden Anionen“, wo Kyanit zusammen mit Andalusit, Boromullit, Kanonait, Mullit, Sillimanit, Topas und Yoderit eine unbenannte Gruppe mit der Systemnummer VIII/B.02 bildet.
Die von der International Mineralogical Association (IMA) zuletzt 2009 aktualisierte 9. Auflage der Strunz’schen Mineralsystematik ordnet den Kyanit in die Klasse der „Silikate und Germanate“ und dort in die Abteilung „Inselsilikate (Nesosilikate)“ ein. Hier ist das Mineral in der Unterabteilung „Inselsilikate mit zusätzlichen Anionen; Kationen in [4]er-, [5]er- und/oder nur [6]er-Koordination“ zu finden, wo es als einziges Mitglied eine unbenannte Gruppe mit der Systemnummer 9.AF.15 bildet.
In der vorwiegend im englischen Sprachraum gebräuchlichen Systematik der Minerale nach Dana hat Kyanit die System- und Mineralnummer 52.02.02c.01. Das entspricht der Klasse der „Silikate“ und dort der Abteilung „Inselsilikate: SiO4-Gruppen und O, OH, F und H2O“. Hier findet er sich innerhalb der Unterabteilung „Inselsilikate: SiO4-Gruppen und O, OH, F und H2O mit Kationen in [4] und >[4]-Koordination“ als einziges Mitglied in der „Al2SiO5 (Kyanit-Untergruppe)“.

## Kristallstruktur

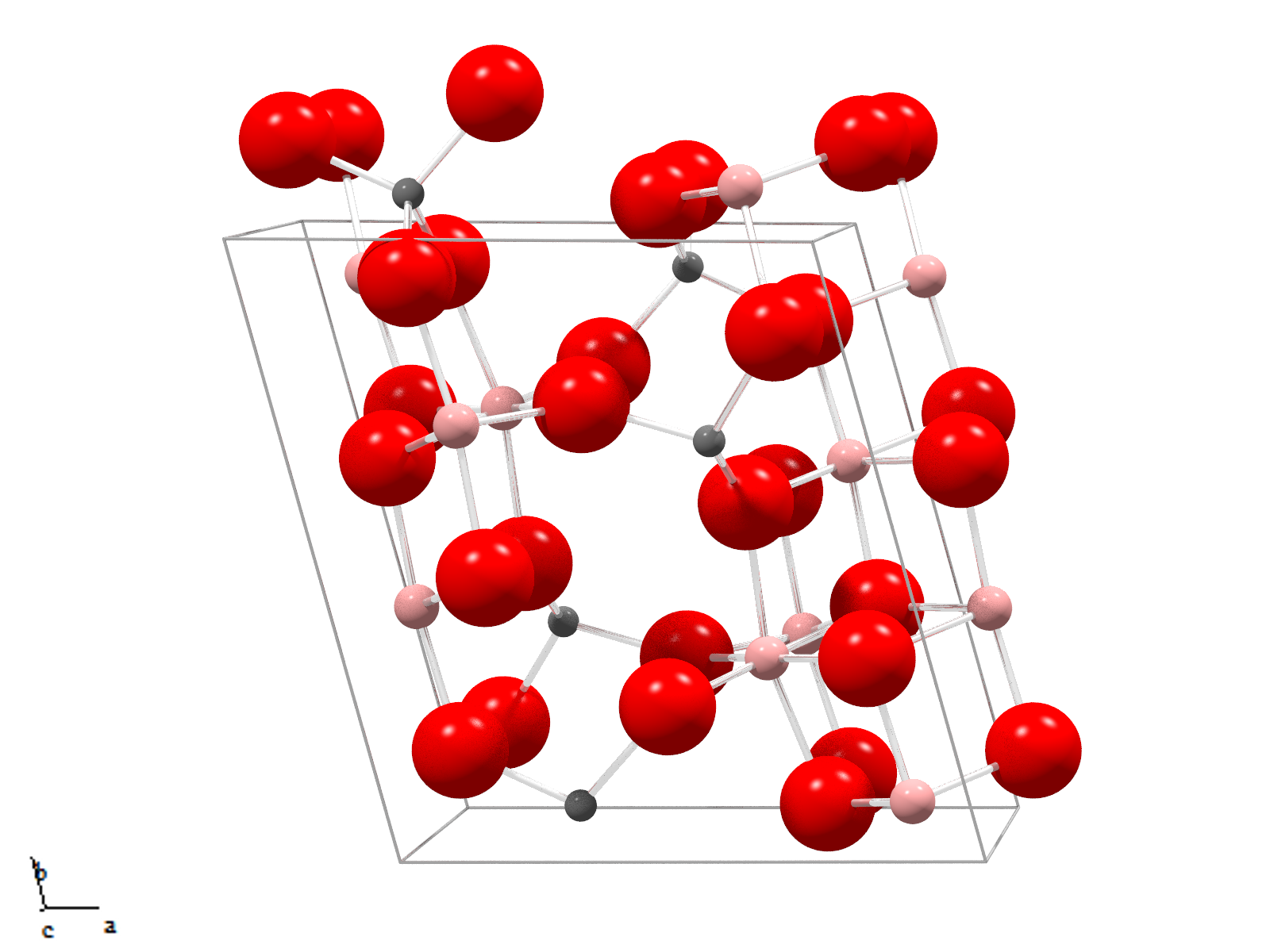
Struktur von Kyanit,
1. 333333 Si^{4+}
2. FF7777 Al^{3+}
3. FF0000 O^{2−}

Kyanit kristallisiert im triklinen Kristallsystem in der Raumgruppe P1 (Raumgruppen-Nr. 2) mit den Gitterparametern a = 7.124 Å; b = 7,856 Å; c = 5,577 Å und α = 89,99°, β = 101,12° und γ = 105,19° sowie 4 Formeleinheiten pro Elementarzelle.
Allen Al2SiO5-Modifikationen gemeinsam sind die [AlO6]-Oktaeder, die über gemeinsame Kanten parallel zur c-Achse miteinander verknüpft sind. Kyanit besitzt im Gegensatz zu Andalusit und Sillimanit als Hochdruckmodifikation allerdings die dichteste Packung der Verbindung. Die Koordinations-Formel für Kyanit lautet Al[6]Al[6][O|SiO4] mit geringen Beimengungen an Fe3+ und Cr3+.

## Eigenschaften

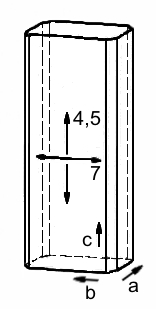
Grafische Darstellung der Härte-Anisotropie in Richtung der Kristallachsen a, b und c

Herausragende Eigenschaft des Kyanit ist seine extreme Anisotropie in Bezug auf seine Härte. Diese variiert zwischen 6 und 7 in Richtung der b-Achse und 4,5 bis 5,5 in Richtung der c-Achse (Härteangaben nach Mohs). Als zweite besondere Eigenschaft ist die oft intensiv blaue Farbe zu nennen. Beide Eigenschaften führten in der Folge auch zur Namensgebung des Minerals.
Kyanit gehört mit einer Dichte von 3,56 bis 3,67 g/cm3 zu den Schwermineralen zusammen mit Anatas, Brookit, Epidot und anderen. Es ist in Fluorwasserstoffsäure (HFaq) nur schwer löslich und schwach rot fluoreszierend.
Seine überwiegend bläuliche Farbe erhält das Mineral durch Einlagerung kleiner Gehalte von bis zu 0,5 % Eisen(III)-oxid (Fe2O3).

## Modifikationen und Varietäten
Kyanit ist Mitglied der Al2SiO5-Gruppe und trimorph mit den weiteren Mitgliedern Andalusit und Sillimanit, das heißt die chemische Substanz mit der Zusammensetzung Al2[O|SiO4] tritt ähnlich dem Kohlenstoff in drei verschiedenen Erscheinungsformen (Modifikationen) auf. Andalusit und Sillimanit kristallisieren allerdings im orthorhombischen Kristallsystem und das Aluminium ist anders koordiniert.
Eine seltene grüne Varietät wird als Chromkyanit bezeichnet. Als Rhätizit (nach Naumann, 1828) wird eine durch eingelagerten Graphit dunkelgraue bis schwarze Varietät mit nadelig-büscheligen Kristall-Aggregatformen bezeichnet.

## Bildung und Fundorte

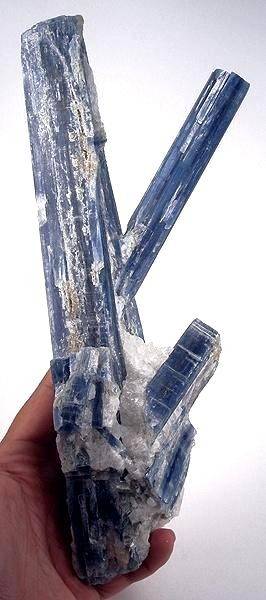
Kyanitstufe aus Bahia, Brasilien (Größe: 26,8 × 11,1 × 6,2 cm)

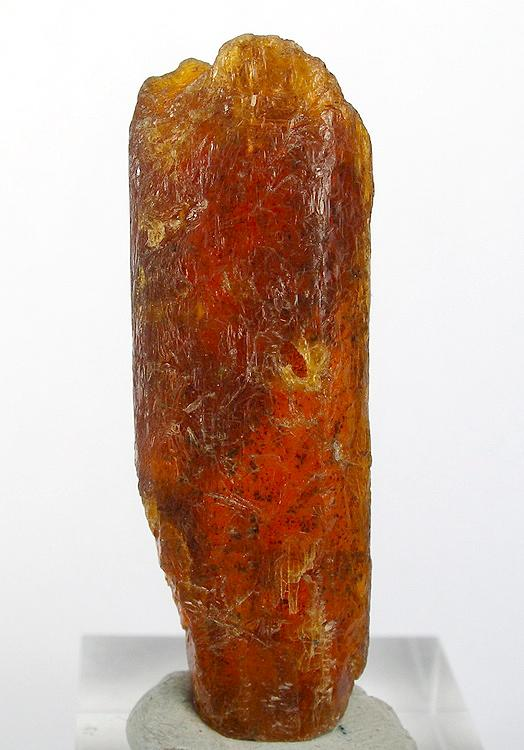
Seltener rötlicher Kyanit aus Nani, Loliondo, Arusha, Tansania (Größe: 5 × 1,7 × 0,9 cm)

Kyanit bildet sich metamorph in Aluminium-reichen klastischen Sedimenten (meist Pelite), die mittleren bis hohen Temperaturen und Drucken ausgesetzt waren (mesozonale Metamorphose vom Barrow-Typ). Typisch hierfür sind Schiefer, Gneise und Granulite, die aus Sedimenten entstanden sind. In Grünschiefern und Eklogiten erscheint Kyanit nur vereinzelt. Für den Druck-Temperatur-Ablauf während der Metamorphose ist er ein wichtiges Fazies-Leitmineral. Nur selten tritt er in Form dunkelblauer Kristalle von Schmuckstein-Qualität in Pegmatiten auf. Kyanit kann auch als Detritus in Sedimenten vorkommen.
Folgende Mineralien gehen Paragenesen mit Kyanit ein: Almandin, Biotit, grüne Hornblende, Muskovit, Quarz, Rutil und Staurolith.
Kyanit ist ein typischer Gesteinsbildner und konnte als häufige Mineralbildung schon an vielen Fundorten nachgewiesen werden, wobei bisher (Stand: 2013) rund 1300 Fundorte als bekannt gelten.
Bekannt aufgrund außergewöhnlicher Kyanitfunde ist unter anderem Barra do Salinas im brasilianischen Bundesstaat Minas Gerais, wo bis zu 15 Zentimeter lange (und längere), säulige Aggregate gefunden wurden. Die größten bisher bekannten Kyanitkristalle erreichten allerdings eine Länge von bis zu einem halben Meter.
In Deutschland trat das Mineral unter anderem bei Elzach (Untereck), Gaggenau und an der Holzschlägermatte nahe Horben in Baden-Württemberg; an mehreren Stellen im Fichtelgebirge und dem Oberpfälzer Wald in Bayern; am Finkenberg, Drachenfels und Dächelsberg bei Niederbachem in Nordrhein-Westfalen; am Hüttenberg bei Glees und am Kappiger Ley bei Wehr in der rheinland-pfälzischen Eifel; bei Penig und Freiberg in Sachsen sowie im Gebiet um Buchholz-Kuden, Niendorf und Schuby in Schleswig-Holstein auf.
In Österreich fand man Kyanit unter anderem an mehreren Orten am Hüttenberger Erzberg, in den Gurktaler Alpen und der Koralpe, den Hohen Tauern von Kärnten bis Salzburg, im Waldviertel in Niederösterreich, den Fischbacher Alpen in der Steiermark, in Nordtirol und im Gaflunatal in Vorarlberg.
In der Schweiz konnte das Mineral vor allem im Kanton Tessin gefunden werden. Bekannt ist hier vor allem der Pizzo Forno im Val Piumogna. Einige Fundpunkte kennt man allerdings auch in den Kantonen Graubünden und Wallis.
Weitere Fundorte liegen unter anderem in Afghanistan, Ägypten, der Antarktis, Argentinien, Äthiopien, Australien, Bangladesh, Bolivien, Botswana, Bulgarien, China, Demokratische Republik Kongo (Zaire), Ecuador, Frankreich und Französisch-Guayana, Griechenland, Grönland, Indien, Irland, Italien, Japan, Kanada, Kasachstan, Kenia, Kolumbien, Korea, Liberia, Madagaskar, Mazedonien, der Mongolei, Mosambik, Myanmar, Namibia, Nepal, Niederlande, Neuseeland, Norwegen, Pakistan, Polen, Portugal, Rumänien, Russland, Sambia, Schweden, Simbabwe, der Slowakei, Slowenien, Spanien, Südafrika, Sudan, Surinam, Tadschikistan, Tansania, Tschechien, der Türkei, der Ukraine, Ungarn, im Vereinigten Königreich (Großbritannien) und den Vereinigten Staaten von Amerika (USA).

## Verwendung

### Als Rohstoff
Kyanit dient ebenso wie Andalusit und Sillimanit als Grundlage zur Herstellung hoch feuerfester Erzeugnisse sowie Porzellan.

### Als Schmuckstein

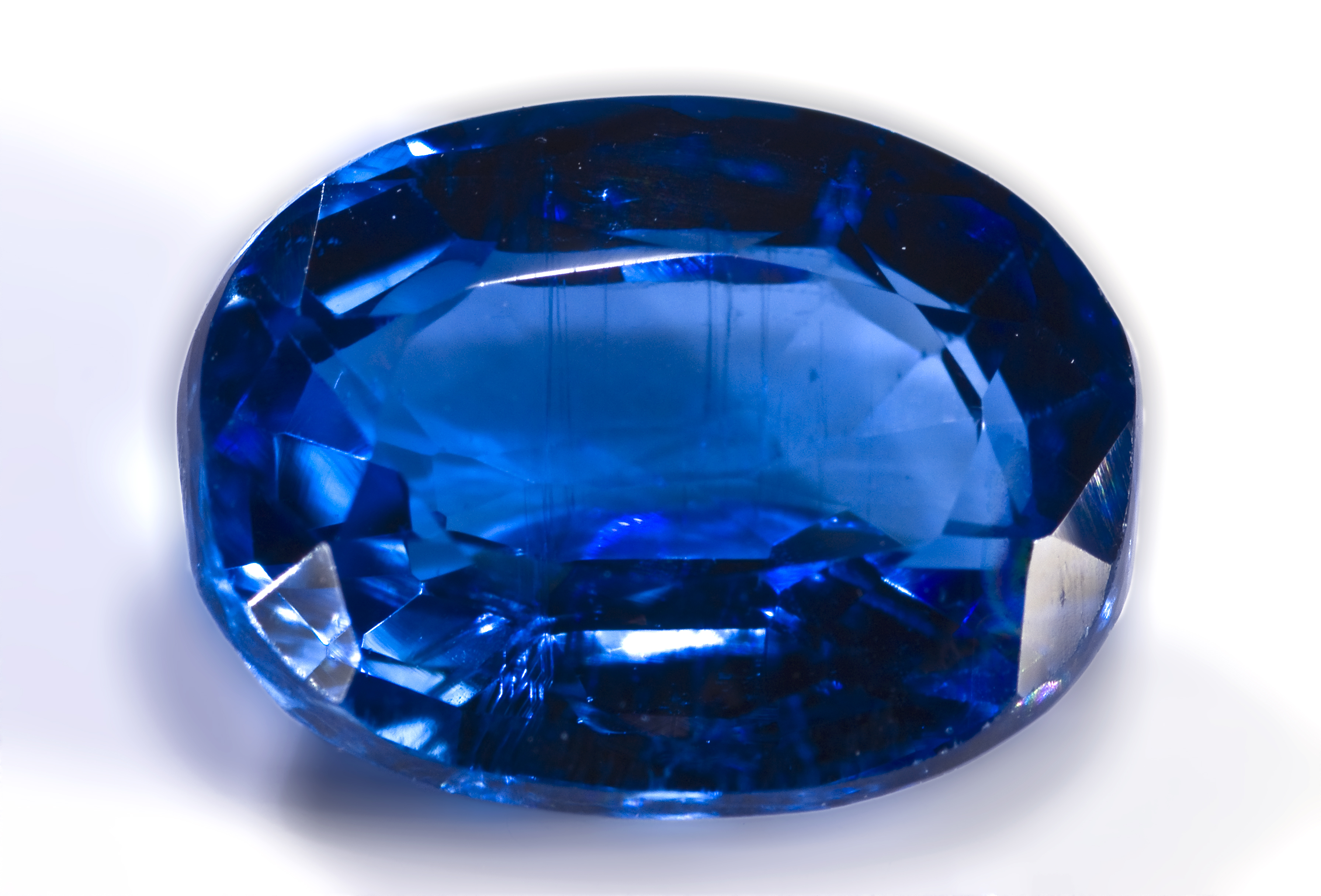
Kyanit aus Nepal im Ovalschliff

Als Schmuckstein findet Kyanit eher selten Verwendung, da es wegen seiner ungewöhnlichen Härteeigenschaften und der vollkommenen Spaltbarkeit nur schwer zu schleifen ist. Aufgrund seiner Farbe kann es mit Aquamarin, Benitoit, Cordierit, Dumortierit, Saphir und blauem Turmalin (Indigolith) verwechselt werden.